# لبهنگ مرولا
لبهنگ مرولا (انگلیسی: Lebohang Morula؛ زادهٔ ۱۸ دسامبر ۱۹۶۶) یک بازیکن فوتبال اهل آفریقای جنوبی است.
وی همچنین در تیم ملی فوتبال آفریقای جنوبی بازی کرده‌است.